# Barrina polyspora
Barrina polyspora är en svampart som beskrevs av A.W. Ramaley 1997. Barrina polyspora ingår i släktet Barrina och familjen Coniochaetaceae.   Inga underarter finns listade i Catalogue of Life.